# مؤسسة جائزة المدينة المنورة
مؤسسة جائزة المدينة المنورة، منذ عام 1413هـ شهدت المدينة المنورة انطلاقة جائزة المدينة المنورة التي أسسها عبد المجيد بن عبد العزيز لتحقق أهدافها المتمثلة في تكريم العلماء والباحثين ورواد الخدمات العامة، وتشجيع المتميزين والمبدعين في شتى حقول المعرفة والتحصيل الدراسي من خلال فروعها الثلاث: البحث العلمي والخدمات العامة والنبوغ والتفوق الدراسي، وواصلت الجائزة مسيرتها لتكريم العلماء والرواد والمبدعين وحظيت بعناية مقرن بن عبد العزيز، واستمرت العناية بالجائزة من قبل عبد العزيز بن ماجد بن عبد العزيز وأمراء منطقة المدينة المنورة.

## التاريخ
أنشأت إمارة منطقة المدينة المنورة مؤسسة جائزة المدينة المنورة في عام 1423هـ الموافق 2002م، وذلك بموجب القرار الصادر من مجلس الوزراء رقم (61) بتاريخ 18 / 02 / 1437 هـ ولائحتها التنفيذية الصادرة بالقرار الوزاري رقم (73739) بتاريخ 11/ 06 / 1437 هـ. حيث تهدف المؤسسة إلى تحقيق الآتي:
- تعزيز مفهوم الجودة والتميز في العمل المؤسسي.
- المساهمة في البرامج والمشروعات التنموية المستدامة في المنطقة، وذلك بالتنسيق والتعاون مع الجهات ذات العلاقة.
- العمل على تحفيز وتشجيع القطاعات الحكومية والجهات الخاصة، سعيا لتحقيق الإبداع والابتكار والجودة.

ومرت المؤسسة بمراحل مختلفة من التطوير لتحقيق أهدافها الرئيسية من خلال التوسع في فروع الجائزة وبناء وتنفيذ مبادرات نوعية، وتشكيل العديد من اللجان وتطوير أعمال المؤسسة، ففي عام 1434 هـ تم تأسيس مجلس أمناء الجائزة وذلك بعد الاطلاع على اللائحة التنظيمية لجائزة الأداء الحكومي المتميز، والمعتمدة بموجب توجيه من فيصل بن سلمان بن عبد العزيز أمير منطقة المدينة المنورة ورئيس مجلس أمناء مؤسسة جائزة المدينة المنورة القاضي بإنشاء مؤسسة جائزة المدينة المنورة للأداء الحكومي المتميّز، وتشكيل اللجان العاملة بها.

## مجلس الأمناء
يرأس الأمير سلمان بن سلطان بن عبد العزيز مجلس أمناء المؤسسة ويضم في عضويته كل من:
- صاحب السمو الملكي الأمير سعود بن خالد الفيصل ال سعود، نائب
- أ. ماجد بن توفيق الايوبي.
- د. بندر بن محمد حجار
- أ. سليمان بن محمد ولي الدين سليمان
- م. عدنان بن عايش العلوني
- د. محروي بن أحمد الغبان
- م. محمد بن إبراهيم عباس، أمين عام المؤسسة.[3]

## مراحل تطور الجائزة
وعن مراحل تطور الجائزة، انطلقت في دورتها الأولى عام 1435هـ بثلاثة أفرع وهي التميّز في تحقيق رضا المستفيد، والتميّز في أنظمة إدارة الجودة، والتميّز في تطبيقات التحسين المستمر، وفي الدورة الثانية توسعت في نطاقها الجغرافي لتشمل المنشآت الحكومية وفروعها في المحافظات التابعة لمنطقة المدينة المنورة، وجرى تطوير الجائزة حيث تم دمج فرعي الجودة والتحسين المستمر واستحداث فرع التميز في متابعة تنفيذ المشاريع و إطلاق الموقع الإلكتروني على شبكة الإنترنت.
و في الدورة الثالثة عام 1437هـ، جرى استحداث فرع التميز في توظيف وخدمة ذوي الاحتياجات الخاصة وإطلاق حسابات الجائزة على مواقع التواصل الاجتماعي، و إطلاق مبادرة الأنشطة الرياضية «دوري التميّز لفرق الأحياء لكرة القدم»، وإطلاق مبادرة «البرنامج التدريبي».
في الدورة الرابعة عام 1438هـ تم تعديل منهجيات وآليات تقييم فرع «التميز في تحقيق رضا المستفيد» واستحداث فرع «التميّز في توظيف وخدمة المرأة» وإطلاق مبادرتي الندوات المعرفية، وفنون المدينة، واستقرت الجائزة على الفروع الخمسة الرئيسية في دورتها الخامسة عام 1439هـ.

## الجائزة والمنشآت الحكومية
الجائزة تُمنح للمنشآت الحكومية التي تُحقق تميزاً في الخدمات والأداء المؤسسي، سعياً لرفع مستوى أداء الجهات الحكومية لتقديم خدمات ذات جودة عالية للمستفيدين، وتتم متابعة المؤسسة كل عام لتحقيق أهدافها في نشر وترسيخ ثقافة ومفاهيم ومبادئ الجودة والتميّز في العمل المؤسسي، وتسعى كذلك لتحفيز المنشآت الحكومية على تطبيق أنظمة الجودة والتحسين المستمر لرفع الكفاءة والإنتاجية، وتعزيز روح التنافس والتعاون وتبادل الخبرات والمعرفة بين المنشآت الحكومية، وتأسيس ثقافة ومفاهيم الإبداع والابتكار في مختلف جوانب الحياة في المجتمع.

## وصلات خارجية
- الموقع الرسمي

• الحساب الرسمي لمؤسسة جائزة المدينة المنورة على منصة التويتر 